# Lew Wadimowitsch Kazman
Lew Wadimowitsch Kazman (russisch Лев Вадимович Кацман; englisch Lev Katsman; * 31. März 2001 in Chabarowsk) ist ein russischer Tischtennisspieler.                                                                                                                                              

## Karriere
Lew Wadimowitsch Kazman spielt seit seiner Kindheit beim FK SKA-Chabarowsk Fußball. Im Alter von neun Jahren begann er mit dem Tischtennissport und kombinierte beide Sportarten zunächst. 2014 zog er nach Archangelsk, wo er bis 2016 von Liu Guohong trainiert wurde. Seit 2016 trainiert er an der Sportschule Nr. 93 Na Moschaike in Moskau. Zahlreiche Medaillen holte Kazman bei Jugend-Europameisterschaften, davon viermal Gold. 2018 wurde er Jugend-Vizeweltmeister im Doppel, 2020 sicherte er sich Gold im Einzel bei der russischen Meisterschaft. Derzeit spielt er in Deutschland für den TTC Neu-Ulm.

## Turnierergebnisse
| Verband | Veranstaltung                         | Jahr | Ort            | Land | Einzel        | Doppel        | Mixed         | Team          | U-21          |
| ------- | ------------------------------------- | ---- | -------------- | ---- | ------------- | ------------- | ------------- | ------------- | ------------- |
| RUS     | Europameisterschaft                   | 2021 | Warschau       | POL  | letzte 32     | Gold          |               |               |               |
| RUS     | Challenge Series                      | 2020 | Granada        | ESP  | letzte 64     | Viertelfinale |               |               | letzte 16     |
| RUS     | Challenge Series                      | 2019 | Belgrad        | SRB  | Viertelfinale | letzte 32     |               |               | Halbfinale    |
| RUS     | Challenge Series                      | 2018 | Minsk          | BLR  | letzte 128    | letzte 16     |               |               | Viertelfinale |
| RUS     | Challenge Series                      | 2018 | De Haan        | BEL  | letzte 64     | letzte 64     |               |               | letzte 64     |
| RUS     | World Tour                            | 2019 | Bremen         | GER  | Qual.         |               |               |               |               |
| RUS     | World Tour                            | 2019 | Stockholm      | SWE  | Qual.         |               |               |               |               |
| RUS     | World Tour                            | 2019 | Panagjurischte | BUL  | letzte 128    |               |               |               |               |
| RUS     | World Tour                            | 2017 | Linz           | AUT  | Qual.         | letzte 16     |               |               |               |
| RUS     | Jugend-Europameisterschaft (Junioren) | 2019 | Ostrava        | CZE  | Viertelfinale | Gold          | Silber        | Gold          |               |
| RUS     | Jugend-Europameisterschaft (Junioren) | 2018 | Cluj-Napoca    | ROU  | letzte 16     | Gold          | letzte 32     | Silber        |               |
| RUS     | Jugend-Europameisterschaft (Junioren) | 2017 | Guimarães      | POR  | letzte 16     |               |               | Silber        |               |
| RUS     | Jugend-Europameisterschaft (Kadetten) | 2016 | Zagreb         | CRO  | Halbfinale    |               |               | Gold          |               |
| RUS     | Jugend-Weltmeisterschaft              | 2019 | Korat          | THA  | letzte 32     | Viertelfinale | Viertelfinale | Viertelfinale |               |
| RUS     | Jugend-Weltmeisterschaft              | 2018 | Bendigo        | AUS  | Qual.         | Silber        | letzte 32     | 9             |               |
| RUS     | Jugend-Weltmeisterschaft              | 2017 | Riva del Garda | ITA  | letzte 64     | letzte 32     | letzte 64     |               |               |